# Triangulär bipyramid
En triangulär bipyramid är en polyeder vars sidor byggs upp av sex trianglar. Den kan ses som två tetraedrar som delar en yta. En regelbunden triangulär bipyramid består av liksidiga trianglar och är en deltaeder.
Den triangulära bipyramiden är inte en platonsk kropp eftersom fyra sidor möts i tre av hörnen, men bara tre i de övriga två.